# Odin (gruppo musicale)
Gli Odin sono un gruppo heavy metal statunitense formatosi nel 1983 a Los Angeles, California.
Non riscossero mai un enorme successo e rimasero un gruppo di culto, ma furono ricordati soprattutto per aver partecipato al documentario The Decline of Western Civilization Part II: The Metal Years assieme ad artisti come Faster Pussycat, Kiss, Tuff, Ozzy Osbourne, Lemmy Kilmister, London.

## Storia
La band si formò nel 1980 a Los Angeles dai fratelli Jeff Duncan (chitarra), Shawn Duncan (batteria) e Aaron Samson (basso) ai tempi delle scuole superiori a Glendale (California). Il singer Randy O raggiunse la band nel 1981. Nel 1982 uscì il primo EP Caution, dove apparì il chitarrista Brad Parker. In precedenza, sotto lo pseudonimo di Damien C. Phillips Parker, aveva partecipato ad un concerto dei Metallica come chitarrista il 23 aprile 1982. Grazie a questo primo EP autoprodotto la band aprì per importanti band della scena heavy metal di L.A. come W.A.S.P., Keel, Armored Saint, Ratt, Malice ed altri.
Nel 1985 realizzarono l'EP Don't Take No for an Answer che conteneva i brani The Writer e Shining Love. Quest'ultima canzone venne trasmessa alla KNAC radio che li fece conoscere alla scena heavy metal locale. La band pubblicò poi il loro primo full-length Fight for Your Life nel 1988, pubblicato solo in Giappone. Un brano estratto da questo, 12'Oclock High venne suonato dalla band nel documentatio The Decline of Western Civilization, The Metal Years del 1988.
Poco dopo il cantante Randy O Roberg abbandona per intraprendere la carriera solista assicurandosi un contratto per la Atlantic Records. Dopo una fallita collaborazione con il chitarrista virtuoso Michael Angelo Batio nel 1988, Roberg fondò i Lost Boys con Jeff Duncan ed il bassista Jimmy Tavis pubblicando nel 1990 l'album Lost and Found.
Jeff Duncan e Jimmy Tavis verranno poi reclutati dagli Odin. Con un cambio di formazione quindi subentrò alla voce Mark Weisz. La formazione cambiò nuovamente, e si aggiunsero alla band il chitarrista Tim Kelly e Tony De Vita alla voce. Anche questa formazione ebbe breve vita con Shawn Duncan che nel 1988 entrò nella formazione dei Madam X per poi abbandonare il progetto con lo scioglimento della band nello stesso anno. Duncan più tardi raggiungerà gli Armored Saint prima di formare la band Bird of Prey. Devita abbandonò la band per altri progetti, tra cui i New Eden mentre Kelly farà strada con gli Slaughter dal '88 e Weisz raggiungerà gli Impellitteri nel 1989. La band si sciolse inevitabilmente nel 1990. Nel tardo 1990 gli Odin realizzano l'EP The Gods Must Be Crazy. Questo disco autoprodotto conteneva la traccia "Little Gypsy" anch'essa apparsa nel documentario "The Decline of Western Civilization, The Metal Years". Questo fu l'ultimo album pubblicato dalla band.
Dai fine anni novanta, a seguito della riscoperta della scena l'heavy metal anni ottanta e l'etichetta Perris Records ristampò l'album Fight for Your Life nel giugno 2001, e pubblicò la raccolta By the Gods contenente tutto il materiale dei tre EP Don't Take No For An Answer, The Gods Must Be Crazy e Caution.
Gli Odin formati da Randy O, Jeff Duncan, Aaron Samson e Shawn Duncan, si riunirono in occasione di una esecuzione dal vivo al Troubadour di Hollywood, California l'8 febbraio 2003. In seguito si riformarono in vista dell'esibizione tenutasi il 22 giugno 2005 al Key Club di Hollywood assieme a Spider and Snake, Blackboard Jungle, Jetboy, The Zeros e Fizzy Bangers.
In seguito produssero un EP di tre tracce intitolato Human Animal che uscì nel 2008, mentre l'anno seguente la Perris Records pubblicò una nuova  raccolta contenente l'inedito Let The Show Begin.

## Formazione

### Ultima
- Randy O. Roberg - voce
- Jeff Duncan - chitarra (Armored Saint, Bird of Prey)
- Aaron Samson - basso
- Shawn Duncan - batteria (Bird of Prey, Madam X)

### Ex componenti
- Mark Weisz - voce (Impellitteri)
- Jimmy Tavis - basso
- Brad Parker - chitarra (Metallica)
- Tim Kelly - chitarra (Slaughter)
- Tony Devita - voce (New Eden)

## Discografia

### Album in studio
- 1988 – Fight for Your Life

### Raccolte
- 2001 – By the Gods
- 2009 – Best Of

### EP
- 1983 – Caution
- 1985 – Don't Take No for an Answer
- 1987 – The Gods Must Be Crazy
- 2008 – Human Animal